# Station Givors-Canal
Station Givors-Canal is een spoorwegstation in de Franse gemeente Givors.